# 薩克森的伊莉莎白 (1830年—1912年)
薩克森的伊莉莎白（德語：Elisabeth von Sachsen，1830年2月4日—1912年8月14日），薩克森國王約翰的次女。

## 家庭
1850年，伊莉莎白與薩丁尼亞國王維托里奧·埃馬努埃萊二世的弟弟、熱那亞公爵費迪南多結婚，兩人共有1子1女：
1. 瑪格麗塔（1851年—1926年），義大利王后
2. 托馬索（英语：Prince Thomas, Duke of Genoa）（1854年—1931年），熱那亞公爵